# MAP1LC3B
La MAP1LC3B (acronimo di Microtubule-associated proteins 1A/1B light chain 3B), detta più semplicemente LC3, è una proteina associata ai microtubuli codificata nell'uomo dal gene MAP1LC3B, ortologo del gene ATG8 dei lieviti.
La LC3 ha un ruolo fondamentale nel processo di autofagia ed in particolare nella formazione della membrana dell'autofagosoma. Secondo altri studi, la LC3 sarebbe coinvolta non tanto nella biogenesi degli autofagosomi, ma soprattutto nella fusione di questi ultimi con i lisosomi.

## Scoperta
Inizialmente si pensava che la LC3 fosse coinvolta nella formazione e stabilizzazione del citoscheletro neuronale, in quanto venne scoperta e identificata come proteina associata ai microtubuli nel cervello dei topi. Solo più tardi, degli studi successivi ne hanno evidenziato l'importante ruolo nel processo di autofagia nei mammiferi.